# نات (استودیو)
نات (ژاپنی: 株式会社ナット Kabushiki-gaisha Natto) یک استودیوی پویانمایی ژاپنی است که در سال ۲۰۱۷ تأسیس شد.

## آثار

### سریال‌های تلویزیونی
| عنوان                            | کارگردان (های)                        | تاریخ شروع اولین اجرا | تاریخ پایان اجرای اول | Eps | یادداشت)                                                     | مرجع (های) |
| -------------------------------- | ------------------------------------- | --------------------- | --------------------- | --- | ------------------------------------------------------------ | ---------- |
| حماسه تانیای شیطانی              | یوتاکا اومورا                         | ۶ ژانویه ۲۰۱۷         | ۳۱ مارس ۲۰۱۷          | ۱۲  | اقتباسی از سری لایت رمان کارلو ذن.                           | [ ۲ ]      |
| جایگزین اف‌ال‌سی‌ال                 | کاتسویوکی موتوهیرو{{سخ}}یوتاکا اومورا | ۸ سپتامبر ۲۰۱۸        | ۱۳ اکتبر ۲۰۱۸         | ۶   | فصل سوم اف‌ال‌سی‌ال. تولید مشترک با پروداکشن آی. جی و Revoroot. | [ ۳ ]      |
| دکا-دنس                          | یوزورو تاچیکاوا                       | ۸ ژوئیه ۲۰۲۰          | ۲۳ سپتامبر ۲۰۲۰       | ۱۲  | کار اصلی.                                                    | [ ۴ ]      |
| بولباستر                         | هیرویاسو آئوکی                        | ۲۰۲۳                  | TBA                   | TBA | بر اساس یک امتیاز چندرسانه ای توسط کادوکاوا.                 | [ ۵ ]      |
| فولی کولی: Shoegaze              | یوتاکا اومورا                         | ۲۰۲۳                  | TBA                   | TBA | فصل پنجم اف‌ال‌سی‌ال. تولید مشترک با پروداکشن آی. جی            | [ ۶ ]      |
| یوجو سنکی: حماسه تانیا شیطان دوم | یوتاکا اومورا                         | TBA                   | TBA                   | ۱۲  | دنباله حماسه تانیا شیطان: فیلم.                              | [ ۷ ]      |

### فیلم‌ها
| عنوان                   | کارگردان (های)  | تاریخ انتشار  | یادداشت)                                  | مرجع (های) |
| ----------------------- | --------------- | ------------- | ----------------------------------------- | ---------- |
| حماسه تانیا شیطان: فیلم | یوتاکا اومورا   | ۸ فوریه ۲۰۱۹  | دنباله یوجو سنکی: حماسه تانیا شیطان.      | [ ۸ ]      |
| غول آبی                 | یوزورو تاچیکاوا | ۱۷ فوریه ۲۰۲۳ | اقتباس از سری مانگا توسط شینیچی ایشیزوکا. | [ ۹ ]      |